# 四冲程循环
四行程循環（英語：Four-stroke cycle），现在汽车以及工业用途的（汽车、卡车、发电机）内燃机中大多都是四冲程循环的。此技術由德國科學家尼古拉斯·奥托（Nicolaus Otto）于1876年发明，所以又叫奥托循环（Otto cycle）。轉子引擎有四个类似的周期，不过没有用到冲程。一个周期由四个冲程构成，亦即四個活塞在气缸中单方向的直线运动:

四冲程发动机工作原理

1. 进气（吸气）冲程：活塞落下，將汽油和空氣的混合物体，通过一个或者多个汽門注入汽缸。
2. 压缩冲程：升起的活塞將燃料和空氣的混合物壓縮。（活塞的机械能转化为混合物的内能）
3. 動力（点火）（做功）冲程：接近压缩冲程顶点时的燃料和空氣之混合物體被火星塞點燃，將活塞推下。（混合物的内能转化为活塞的机械能）
4. 排气冲程：活塞升起，將燃烧过的废气通过一个或者多个汽門排出气缸。

四冲程发动机比两冲程的效率要高很多。不过需要相当多的可移动零件以及更高的制造技术。

## 外部連結
- . 中国氢能源网.   [2019-05-26].[永久]